# Любомисль
Любомисль (пол. Lubomyśl, нім. Karlshöhe) — село в Польщі, у гміні Жари Жарського повіту Любуського воєводства.
Населення — 470 осіб (2011).
У 1975-1998 роках село належало до Зеленогурського воєводства.

## Демографія
Демографічна структура станом на 31 березня 2011 року:
|          | Загалом | Допрацездатний вік | Працездатний вік | Постпрацездатний вік |
| -------- | ------- | ------------------ | ---------------- | -------------------- |
| Чоловіки | 227     | 47                 | 168              | 12                   |
| Жінки    | 243     | 59                 | 142              | 42                   |
| Разом    | 470     | 106                | 310              | 54                   |